# Bassa Assia
Il territorio della Bassa Assia (Niederhessen in tedesco), è un'area situata nella regione dell'Assia, in Germania. 
Il termine di Bassa Assia si originò nel medioevo per delineare il cosiddetto "basso principato" dell'Assia che venne separato nel 1450 dall'"alto principato" (poi Alta Assia) dai territori della contea di Ziegenhain. La regione copriva la sponda sud dei fiumi Fulda ed Eder, nonché le aree dei fiumi Schwalm, Werra e alto Weser, includendo quindi le città di Kassel, Homberg (Efze), Melsungen e Rotenburg an der Fulda.
A seguito della morte nel 1567 del langravio Filippo il Magnanimo, l'Assia venne divisa tra i suoi quattro figli, con la Bassa Assia che divenne il cuore del nuovo Langraviato d'Assia-Kassel, che andò a suo figlio Guglielmo IV.